# Zorraquín
Zorraquín est une commune de la communauté autonome de La Rioja, en Espagne.

## Démographie
| 1900 | 1910 | 1920 | 1930 | 1940 | 1950 | 1960 | 1970 | 1981 |
| ---- | ---- | ---- | ---- | ---- | ---- | ---- | ---- | ---- |
| 120  | 134  | 128  | 117  | 111  | 117  | 114  | 66   | 48   |

| 1991 | 2001 | 2011 | - | - | - | - | - | - |
| ---- | ---- | ---- | - | - | - | - | - | - |
| 43   | 57   | 88   | - | - | - | - | - | - |

## Administration

### Conseil municipal
La ville de Zorraquín comptait 93 habitants aux élections municipales du 26 mai 2019. Son conseil municipal (en espagnol : Pleno del Ayuntamiento) se compose donc de 3 élus.
| Parti | Parti                                    | Voix | %        | Élus  |
| ----- | ---------------------------------------- | ---- | -------- | ----- |
|       | Parti populaire (PP)                     | 32   | 71,11 %  | 2 / 3 |
|       | Parti socialiste ouvrier espagnol (PSOE) | 11   | 24, 44 % | 1 / 3 |
|       | Partido Riojano (PR+)                    | 2    | 4, 44 %  | 0 / 3 |

### Liste des maires
| Mandat    | Maire | Maire                        | Parti |
| --------- | ----- | ---------------------------- | ----- |
| 1979-1983 |       | Policarpo Capellán Gonzalo   | CD    |
| 1983-1987 |       | Policarpo Capellán Gonzalo   | AP    |
| 1987-1991 |       | Fernando Capellán Mateo      | PSOE  |
| 1991-1995 |       | Luis Gonzalo Mateo           | PP    |
| 1995-1999 |       | Juan Carlos Gonzalo Martín   | PR    |
| 1999-2003 |       | Juan Antonio Gonzalo Robledo | PSOE  |
| 2003-2007 |       | Juan Antonio Gonzalo Robledo | PSOE  |
| 2007-2011 |       | Juan Antonio Gonzalo Robledo | PSOE  |
| 2011-2015 |       | José Ángel Capellán Marín    | PP    |
| 2015-2019 |       | José Ángel Capellán Marín    | PP    |
| 2019-2023 |       | José Ángel Capellán Marín    | PP    |